# Campionati del mondo di atletica leggera 2005 - 5000 metri piani femminili
La gara dei 5000 metri piani femminili ai Campionati del mondo di atletica leggera di Helsinki 2005 si è svolta nelle giornate del 10 agosto (batterie) e 13 agosto (finale).

## Podio
| Posizione | Atleta           | Paese   |
| --------- | ---------------- | ------- |
| Oro       | Tirunesh Dibaba  | Etiopia |
| Argento   | Meseret Defar    | Etiopia |
| Bronzo    | Ejegayehu Dibaba | Etiopia |

## Batterie

### Batteria 1
1. Tirunesh Dibaba,  Etiopia 14'50"98 Q
2. Meselech Melkamu,  Etiopia 14'51"49 Q
3. Joanne Pavey,  Regno Unito 14'53"82 Q
4. Prisca Jepleting Ngetich,  Kenya 14'54"50 Q
5. Marta Domínguez,  Spagna 14'56"02 q
6. Volha Kravtsova,  Bielorussia 14'56"16 q
7. Zakia Mrisho Mohamed,  Tanzania 14'57"22 q
8. Sun Yingjie,  Cina 14'58"34 q
9. Kayoko Fukushi,  Giappone 15'05"77 q
10. Lauren Fleshman,  Stati Uniti 15'32"05
11. Veerle Dejaeghere,  Belgio 15'47"01
12. Maryna Dubrova,  Ucraina 16'01"88
13. Anesie Kwizera,  Burundi 16'06"66
14. Catherine Chikwakwa,  Malawi 16'11"63
15. Jéssica Augusto,  Portogallo 16'23"66

### Batteria 2
1. Meseret Defar,  Etiopia 15'13"52 Q
2. Ejegayehu Dibaba,  Etiopia 15'14"33 Q
3. Xing Huina,  Cina 15'14"48 Q
4. Liliya Shobukhova,  Russia 15'14"63 Q
5. Isabella Ochichi,  Kenya 15'16"51 q
6. Susanne Wigene,  Norvegia 15'18"38 q
7. Shalane Flanagan,  Stati Uniti 15'20"59
8. Maria Protopappa,  Grecia 15'32"04
9. Amy Rudolph,  Stati Uniti 15'32"73
10. Margaret Maury,  Francia 15'35"65
11. Dulce Maria Rodriguez,  Messico 15'44"65
12. Anikó Kálovics,  Ungheria 15'46"36
13. Simret Sultan,  Eritrea 15'47"46
14. Maria McCambridge,  Irlanda 16'05"44
15. Miriam Kaumba,  Zambia 16'10"70

## Finale
1. Tirunesh Dibaba,  Etiopia 14'38"59
2. Meseret Defar,  Etiopia 14'39"54
3. Ejegayehu Dibaba,  Etiopia 14'42"47
4. Meselech Melkamu,  Etiopia 14'43"47
5. Xing Huina,  Cina 14'43"64
6. Zakia Mrisho Mohamed,  Tanzania 14'43"87
7. Prisca Jepleting Ngetich,  Kenya 14'44"00
8. Isabella Ochichi,  Kenya 14'45"14
9. Liliya Shobukhova,  Russia 14'47"07
10. Volha Kravtsova,  Bielorussia 14'47"75
11. Sun Yingjie,  Cina 14'51"19
12. Kayoko Fukushi,  Giappone 14'59"92
13. Susanne Wigene,  Norvegia 15'00"23
14. Marta Domínguez,  Spagna 15'02"30
15. Joanne Pavey,  Regno Unito 15'14"37